# Gary Cahill
Gary James Cahill (født 19. december 1985 i Sheffield, England) er en engelsk fodboldspiller, der spiller som forsvarsspiller hos Premier League-klubben AFC Bournemouth. Han havde debut i  3-0 sejren over Barnsley 11. september, 2021. Han kom til klubben fra Crystal Palace FC, hvor han spillede fra 2019-2021. Cahill havde sin storhedstid og længste klubophold hos storklubben Chelsea FC, hvor han spillede fra 2012-2019. Forsvarsspilleren har desuden spillet for Aston Villa, Bolton Wanderers og på lejebasis hos Burnley, samt hos Sheffield United i sin hjemby.

## Landshold
Cahill scorede den 2. september 2011 sit første mål for Englands A-landshold i kampen mod Bulgarien, men har tidligere optrådt for sit land på både U-20 og U-21 niveau.